# 魯斯塔維二臺
魯斯塔維2是喬治亞的一家電視台，也是喬治亞最為成功的商業電視台。魯斯塔維2成立於1994年，因設立於魯斯塔維而得名。魯斯塔維2在2003年玫瑰革命中起到了重要作用。